# Белфонте (Оклахома)
Белфонте (енгл. Belfonte) насељено је место без административног статуса у америчкој савезној држави Оклахома.

## Демографија
По попису из 2010. године број становника је 394, што је 32 (-7,5%) становника мање него 2000. године.
| Група             | 2000.       | 2010.       |
| Белци             | 180 (42,3%) | 182 (46,2%) |
| Афроамериканци    | 1 (0,2%)    | 0 (0,0%)    |
| Азијати           | 0 (0,0%)    | 1 (0,3%)    |
| Хиспаноамериканци | 19 (4,5%)   | 50 (12,7%)  |
| Укупно            | 426         | 394         |